# Потоцкий, Николай Базилий
Никола́й Базилий (Васи́лий) Пото́цкий (1712 — 13 апреля 1782) — польский магнат, староста каневский (1733—1762), рыцарь Мальтийского ордена с 1774 года. Известный польский авантюрист и меценат. Представитель польского магнатского рода Потоцких герба «Пилява». 

## Биография
Единственный сын воеводы белзского Стефана Потоцкого (1651/1652 — 1727) и Иоанны Сенявской (ум. 1733).
Ему принадлежали обширные имения на Правобережной Украине, в том числе Золотой Поток, Городенка, Гологоры и Бучач. Избирался послом на сейм, большой авантюрист, прославился своим мародерством и насилием. Его замок в Бучаче был центром разгула и разврата.
После смерти своего отца находился под опекой своего дяди, гетмана великого коронного Адама Николая Сенявского. Учился в львовском иезуитском коллегиуме. В 1724 году находился в Париже. Хорошо знал латынь, написал два труда. В 1733 году после смерти своей матери Николай Базилий Потоцкий оставил литературную деятельность и стал заниматься семейными владениями.
В 1733 году был избран от Русского воеводства послом на элекционный сейм, где поддержал кандидатуру Станислава Лещинского на польский королевский трон. В марте 1735 года галицкая шляхта делегировала Николая Потоцкого в Варшаву ко двору польского короля Августа III Веттина.
В 1738 году Николай Потоцкий вместе с собственной военной хоругвью устроил кровавые столкновения во Львове, но по приказу Августа III вынужден был покинуть город. В 1741 году стал главой рода Потоцких. В 1745 году был избран маршалком галицкого сеймика и комиссаром в Радомский Трибунал. В 1750 году шляхта избрала его послом на Варшавский сейм.
В 1755—1766 годах командование львовского гарнизона судилось с магнатом Николаем Потоцким из-за его многочисленных грабежей и разбоев. В результате суд под председательством гетмана великого коронного Яна Клеменса Браницкого признал его виновным и приговорил к большому денежному штрафу. В сентябре 1756 года был избран депутатом в Коронный Трибунал.
В 1762 году Николай Базилий Потоцкий отказался от должности старосты каневского в пользу своего родственника, каштеляна львовского Юзефа Потоцкого, и стал подписываться как «воеводич белзский». Перешел из католичества в униатство.
В 1768—1772 годах не участвовал в Барской конфедерации против королевской власти и России. В 1774 году стал рыцарем Мальтийского ордена.
Содержал частное войско, состоящее из 150 пехотинцев и 300 казаков. Говорил преимущественно на украинском языке и носил казацкую одежду.
В 1772 году после первого раздела Речи Посполитой по приказу австрийского правительства Николай Базилий Потоцкий, как и другие польские магнаты, вынужден был распустить собственное надворное войско. Раздал свои имения родственникам, а себе оставил только Ситню (Ситно, Сребную) под Почаевом. 26 июля 1774 года составил своё завещание в Ситне. В течение семи лет ежедневно Николай Потоцкий с утра до обеда посещал церковную службу. Своё имущество, оставшееся после раздела собственного наследства между родственниками, католическими и униатским храмами и монастырями, завещал Почаевскому монастырю.
В конце своей жизни Николай Базилий Потоцкий раздал родственникам и монастырям (в частности, доминиканскому монастырю во Львове, где была похоронена его мать, 236 тысяч злотых, монастырю в Подкамне, где был похоронили его отца, 200 тысяч злотых) свои имения, а сам стал монахом Почаевской лавры, во дворе которой имел собственный дом, на месте которого сейчас находится Троицкий собор. В монастыре магнат жил просто, из напитков употреблял только мед и водку.
13 сентября 1782 года Николай Базилий Потоцкий скончался в Сребной, под Почаевом. Был похоронен в Почаевской лавре.
Около 1756 года Николай Потоцкий женился на Марианне Домбровской (ум. 1783), старшей дочери галицкого казначея Яна Антония Домбровского. Потомства не оставил.